# Décès en octobre 1989
Décès
- 1985
- 1986
- 1987
- 1988
- 1989
- 1990
- 1991
- 1992
- 1993

Pour une information complémentaire, voir la page d'aide.

| Date        | Nom               | Activités                                         | Âge | Source |
| ----------- | ----------------- | ------------------------------------------------- | --- | ------ |
| 1er octobre | Witold Rowicki    | musicien et chef d'orchestre polonais             | 75  |        |
| 3 octobre   | Marco Lusini      | peintre, sculpteur, photographe et poète italien  | 53  |        |
| 4 octobre   | Graham Chapman    | acteur britannique ancien membre des Monty Python | 48  |        |
| 6 octobre   | Bette Davis       | actrice américaine                                | 81  |        |
| 13 octobre  | Merab Kostava     | poète, musicien et musicologue géorgien           | 50  | (en)   |
| 14 octobre  | René Petit        | footballeur international français                | 90  |        |
| 15 octobre  | James Lee Barrett | scénariste, producteur et acteur américain        | 59  |        |
| 18 octobre  | Abel Dubois       | homme politique belge                             | 68  |        |
| 20 octobre  | Anthony Quayle    | acteur et producteur britannique                  | 76  | (en)   |
| 21 octobre  | Mileta Andrejević | peintre serbe naturalisé américain                | 64  | (en)   |
| 21 octobre  | Jean Image        | réalisateur de films d'animation français         | 79  |        |
| 22 octobre  | Roland Winters    | acteur américain                                  | 84  | (en)   |
| 24 octobre  | Jerzy Kukuczka    | alpiniste polonais                                | 41  |        |
| 28 octobre  | Kateb Yacine      | poète, dramaturge et romancier algérien           | 60  |        |